# هان سنغ يون
هان سيونغ يون (هانغل: 한승연);(من مواليد 24 يوليو 1988) في سول (كوريا), كوريا الجنوبية. هي مغنية وممثلة كورية جنوبية بدأت مسيرتها الفنية عام 1997. هي عضوة في فرقة كارا. تُجيد الغناء باليابانية والكورية ولها أيضاً حفلة غنائية باللغةالإنجليزية.
تعتبر الصوت الاساسي في فرقة كارا مُعينة من قبل دي إس بي ميديا في تاريخ 2007.

## المسيرة الفنية
هان سيونغ يون المُلقبة بِهامي ولدت في شهر يوليو من سنة 1988 بتاريخ 24 في سيئول ب كوريا الجنوبية تركت كوريا. سافرت إلى نيو جيرسي في الولايات المتحدة الأمريكية لتدرس في ثانوية Tenafly High School.
ولكنها أوقفت دراستها للالتفات إلى مستقبلها الفني بعدما عادت إلى مسقط رأسها.
قامت بالانضمام إلى كارا (فرقة غنائية) بجانب العضوات بارك غيو ري جانغ نيكول والعضوة السابقة كيم سنغهي. في أثناء انضمامها تقدمت لامتحان القدرات في الثانوية العامة College Scholastic Ability Test واستطاعت اجتيازه وقُبلت في جامعة كينغ هي Kyung Hee University في تخصص المسرح والسينما.
دخلت فرقة كارا الغنائية كَفرقة من أربعة أشخاص إلى برنامج تلفزيوني كوري لأول مرة يُسمى ب M! Countdown بأول أغنية لهم هي "Break it" من ألبوم The First Blooming في سنة 2007. ولكن المغنية «كيم سنغهي» تركت الفرقة بضغط من والديها دون إعلام الفرقة نيتها بذلك. لذا قامت الشركة سريعاً بسد المكان الشاغر بالعضوتين غو ها را وكانغ جي يونغ. وتقدموا في 2008 كفرقة خماسية بأغنية Rock U.

## روابط خارجية
- هان سنغ يون على موقع IMDb (الإنجليزية)
- هان سنغ يون على موقع روتن توميتوز (الإنجليزية)
- هان سنغ يون على موقع ميوزك برينز (الإنجليزية)
- هان سنغ يون على موقع ديسكوغز (الإنجليزية)
- هان سنغ يون على موقع قاعدة بيانات الفيلم (الإنجليزية)
- هان سنغ يون على موقع كينوبويسك (الروسية)